# Notiphila
Notiphila är ett släkte av tvåvingar. Notiphila ingår i familjen vattenflugor.

## Bildgalleri

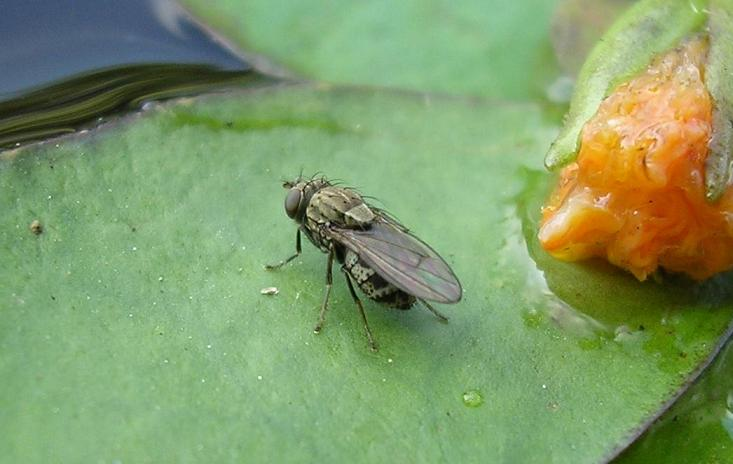
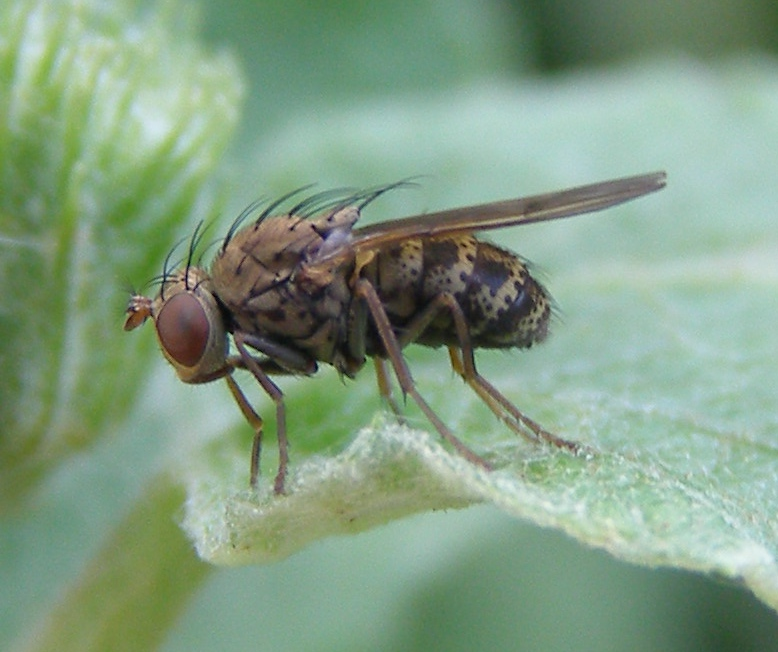

## Dottertaxa tillNotiphila, i alfabetisk ordning[1][2]
- Notiphila abdita
- Notiphila adusta
- Notiphila aenea
- Notiphila affinis
- Notiphila albiventris
- Notiphila alboclavata
- Notiphila ambata
- Notiphila ancudensis
- Notiphila andrana
- Notiphila annulata
- Notiphila annulipes
- Notiphila aquatica
- Notiphila asiatica
- Notiphila atrata
- Notiphila atripes
- Notiphila australis
- Notiphila avia
- Notiphila bella
- Notiphila bicolor
- Notiphila bicornuta
- Notiphila bipunctata
- Notiphila biseriata
- Notiphila bispinosa
- Notiphila bivittata
- Notiphila brasiliensis
- Notiphila brunnipes
- Notiphila cana
- Notiphila canescens
- Notiphila carbonaria
- Notiphila carinata
- Notiphila caudata
- Notiphila cinerea
- Notiphila cogani
- Notiphila cressoni
- Notiphila decorata
- Notiphila decoris
- Notiphila deonieri
- Notiphila deserta
- Notiphila dimidiaticornis
- Notiphila dorsata
- Notiphila dorsopunctata
- Notiphila eleomyia
- Notiphila elophila
- Notiphila erythrocera
- Notiphila exotica
- Notiphila ezoensis
- Notiphila fasciata
- Notiphila flava
- Notiphila flavoantennata
- Notiphila floridensis
- Notiphila footei
- Notiphila freyi
- Notiphila frigidicola
- Notiphila frontalis
- Notiphila fulvimana
- Notiphila furcata
- Notiphila fuscimana
- Notiphila fuscofacies
- Notiphila graecula
- Notiphila guttiventris
- Notiphila hamifera
- Notiphila ignobilis
- Notiphila imperomana
- Notiphila impunctata
- Notiphila indica
- Notiphila indistincta
- Notiphila insularis
- Notiphila iranica
- Notiphila irrorata
- Notiphila juncea
- Notiphila kentensis
- Notiphila kenyaensis
- Notiphila latelimbata
- Notiphila latigena
- Notiphila latigenis
- Notiphila lenae
- Notiphila lineata
- Notiphila littorea
- Notiphila loewi
- Notiphila lunicornis
- Notiphila lyalli
- Notiphila lyra
- Notiphila macrochaeta
- Notiphila maculata
- Notiphila major
- Notiphila maritima
- Notiphila mathisi
- Notiphila meridionalis
- Notiphila microscopa
- Notiphila mima
- Notiphila minima
- Notiphila montalentii
- Notiphila montana
- Notiphila nanosoma
- Notiphila nigra
- Notiphila nigricornis
- Notiphila nigrina
- Notiphila nigripes
- Notiphila nosata
- Notiphila nubila
- Notiphila nudipes
- Notiphila obscuricornis
- Notiphila olivacea
- Notiphila omercooperi
- Notiphila oriens
- Notiphila pallicornis
- Notiphila pallidipalpis
- Notiphila paludia
- Notiphila pauroura
- Notiphila phaea
- Notiphila phaeopsis
- Notiphila philippinensis
- Notiphila pokuma
- Notiphila poliosoma
- Notiphila pollinosa
- Notiphila posticata
- Notiphila pseudobscuricornis
- Notiphila pseudodimiaticornis
- Notiphila puberula
- Notiphila pulchra
- Notiphila pulchrifrons
- Notiphila puncta
- Notiphila quadrimaculata
- Notiphila quadrisetosa
- Notiphila riparia
- Notiphila robusta
- Notiphila rufitarsis
- Notiphila scalaris
- Notiphila scoliochaeta
- Notiphila scutellata
- Notiphila sekiyai
- Notiphila semimaculata
- Notiphila setigera
- Notiphila setosa
- Notiphila shewelli
- Notiphila sicca
- Notiphila simalurensis
- Notiphila similis
- Notiphila solita
- Notiphila spinosa
- Notiphila splendens
- Notiphila stagnicola
- Notiphila sternalis
- Notiphila striata
- Notiphila stuckenbergi
- Notiphila subnigra
- Notiphila supposita
- Notiphila swarabica
- Notiphila taenia
- Notiphila teres
- Notiphila theonae
- Notiphila triangulifera
- Notiphila tschungseni
- Notiphila uliginosa
- Notiphila umbrosa
- Notiphila unicolor
- Notiphila unilineata
- Notiphila venusta
- Notiphila virgata